# Barrio Huaico Hondo
Barrio Huaico Hondo es un barrio de la ciudad de Santiago del Estero (capital), Argentina.

## Toponimia
Se lo denomina así, conservando el nombre que por tradición tuvo siempre, y se debe a que el terreno que comprende el barrio es un gran bajo o pozo. Su nombre quichua significa ‘cauce profundo’.El Barrio Huaico Hondo, mucho antes de que existiera Santiago del Estero, era parte del cauce del hoy conocidísimo río Dulce. Es uno de los barrios más antiguos del país.

## Geografía
Sus límites son: avenida Núñez de Prado; vías Ferrocarril General Manuel Belgrano; avenida Belgrano (N); calle Las Urrejolas; Avda. del Libertador; calle Juan Moreno; calle sin Nombre; calle Teodora Suárez de Roldán; avenida del Libertador.
Su superficie es de 161,66 [ha] y la población, según el censo del 2001, era de 9478 habitantes.